# San Vito Chietino
San Vito Chietino község (comune) Olaszország Abruzzo régiójában, Chieti megyében.

## Fekvése
A megye északi részén fekszik, az Adriai-tenger partján. Határai: Frisa, Lanciano, Ortona, Rocca San Giovanni és Treglio.

## Története
Első írásos említése a 10. századból származik, valószínűleg egy frentanus település helyén. A következő századokban nemesi birtok volt. Önállóságát a 19. század elején nyerte el, amikor a Nápolyi Királyságban felszámolták a feudalizmust.

## Népessége
A népesség számának alakulása:

## Főbb látnivalói
- San Vito-templom
- San Rocco-templom
- San Gabriele dell’Addolorata-templom
- San Francesco da Paola-templom
- Madonna delle Grazie-templom
- Immacolata Concezione-templom